# Koji Sasaki
Koji Sasaki (født 30. januar 1936) er en japansk fodboldspiller.

## Japans fodboldlandshold
| Japans landshold | Japans landshold | Japans landshold |
| År               | Kmp              | Mål              |
| ---------------- | ---------------- | ---------------- |
| 1958             | 2                | 0                |
| 1959             | 8                | 0                |
| 1960             | 1                | 1                |
| 1961             | 3                | 0                |
| Total            | 14               | 1                |